# Mistrovství světa v pozemním hokeji mužů 2002
10. mistrovství světa v pozemním hokeji mužů se uskutečnilo ve dnech 24. února až 9. března na Národním hokejovém stadionu v Kuala Lumpuru v Malajsii. Turnaj se měl původně konat v Láhauru, ale vzhledem k nejisté bezpečnostní situaci v Pákistánu, po vojenském zásahu NATO v Afghánistánu byl turnaj přeložen právě do Malajsie.

## Program turnaje
Turnaje se zúčastnilo 16 týmů, které byly rozděleny do 2 osmičlenných skupin, ve kterých se hrálo způsobem jeden zápas každý s každým a poté týmy na 1. a 2. místě ve skupinách postoupily do semifinále, týmy na 3. a 4. místě hrály o 5. až 8. místo, týmy na 5. a 6. místě hrály o 9. až 12. místo a týmy na 7. a 8. místě hrály o 13. až 16. místo.

## Základní skupiny

### Skupina A
- 24. února
- Pákistán - Jihoafrická republika 5:0
- Belgie - Španělsko 0:2
- Německo - Argentina 5:2
- Nizozemsko - Nový Zéland 4:0
- 25. února
- Pákistán - Belgie 3:2
- Jihoafrická republika - Německo 0:3
- Nový Zéland - Španělsko 1:3
- Nizozemsko - Argentina 2:1
- 27. února
- Belgie - Nizozemsko 1:5
- Argentina - Jihoafrická republika 4:1
- Německo - Španělsko 2:3
- Pákistán - Nový Zéland 2:0
- 28. února
- Španělsko - Nizozemsko 1:1
- Jihoafrická republika - Nový Zéland 1:2
- Argentina - Pákistán 2:1
- Belgie - Německo 0:3
- 2. března
- Německo - Nový Zéland 2:1
- Španělsko - Jihoafrická republika 2:2
- Belgie - Argentina 1:3
- Pákistán - Nizozemsko 1:2
- 3. března
- Argentina - Nový Zéland 3:1
- Španělsko - Pákistán 0:2
- Jihoafrická republika - Belgie 3:0
- Nizozemsko - Německo 0:1
- 5. března
- Belgie - Nový Zéland 3:4
- Pákistán - Německo 2:3
- Jihoafrická republika - Nizozemsko 0:3
- Argentina - Španělsko 3:1

| Poř. | Tým          | Z | V | R | P | VG | OG | B  |
| ---- | ------------ | - | - | - | - | -- | -- | -- |
| 1.   | Německo      | 7 | 6 | 0 | 1 | 19 | 8  | 18 |
| 2.   | Nizozemsko   | 7 | 5 | 1 | 1 | 17 | 5  | 16 |
| 3.   | Argentina    | 7 | 5 | 0 | 2 | 18 | 12 | 15 |
| 4.   | Pákistán     | 7 | 4 | 0 | 3 | 16 | 9  | 12 |
| 5.   | Španělsko    | 7 | 3 | 2 | 2 | 12 | 11 | 11 |
| 6.   | Nový Zéland  | 7 | 2 | 0 | 5 | 9  | 18 | 6  |
| 7.   | Jižní Afrika | 7 | 1 | 1 | 5 | 7  | 19 | 4  |
| 8.   | Belgie       | 7 | 0 | 0 | 7 | 7  | 23 | 0  |

### Skupina B
- 24. února
- Kuba - Jižní Korea 2:6
- Anglie - Polsko 1:0
- Japonsko - Indie 2:2
- Malajsie - Austrálie 0:3
- 26. února
- Jižní Korea - Indie 2:1
- Japonsko - Malajsie 0:1
- Austrálie - Anglie 1:0
- Polsko - Kuba 4:1
- 27. února
- Malajsie - Indie 3:2
- Polsko - Austrálie 1:5
- Anglie - Kuba 7:0
- Jižní Korea - Japonsko 3:0
- 1. března
- Austrálie - Kuba 6:0
- Polsko - Japonsko 1:2
- Anglie - Indie 3:2
- Malajsie - Jižní Korea 2:3
- 2. března
- Japonsko - Austrálie 0:5
- Kuba - Indie 0:4
- Jižní Korea - Polsko 4:0
- Anglie - Malajsie 1:2
- 4. března
- Anglie - Japonsko 1:2
- Malajsie - Kuba 4:2
- Polsko - Indie 1:4
- Austrálie - Jižní Korea 4:2
- 5. března
- Kuba - Japonsko 2:4
- Anglie - Jižní Korea 2:0
- Austrálie - Indie 4:3
- Polsko - Malajsie 2:2

| Poř. | Tým         | Z | V | R | P | VG | OG | B  |
| ---- | ----------- | - | - | - | - | -- | -- | -- |
| 1.   | Austrálie   | 7 | 7 | 0 | 0 | 28 | 6  | 21 |
| 2.   | Jižní Korea | 7 | 5 | 0 | 2 | 20 | 11 | 15 |
| 3.   | Malajsie    | 7 | 4 | 1 | 2 | 14 | 13 | 13 |
| 4.   | Anglie      | 7 | 4 | 0 | 3 | 15 | 7  | 12 |
| 5.   | Japonsko    | 7 | 3 | 1 | 3 | 10 | 15 | 10 |
| 6.   | Indie       | 7 | 2 | 1 | 4 | 18 | 15 | 7  |
| 7.   | Polsko      | 7 | 1 | 1 | 5 | 9  | 19 | 4  |
| 8.   | Kuba        | 7 | 0 | 0 | 7 | 7  | 35 | 0  |

## Zápasy o umístění
7. března se odehrály oba zápasy o 13. až 16. místo, oba zápasy o 9. až 12. místo, oba zápasy o 5. až 8. místo a oba semifinálové zápasy. 8. března se odehrály zápasy o 15. místo, o 13. místo, o 11. místo, o 9. místo, o 7. místo a o 5. místo. 9. března se odehrál zápas o 3. místo a finále.

### Schéma zápasů o 13. až 16. místo
|  | O 13. až 16. místo | O 13. až 16. místo | O 13. až 16. místo |  |  | O 13. místo | O 13. místo  | O 13. místo |
|  |                    |                    |                    |  |  |             |              |             |
|  | 7.A                | Jižní Afrika       | 5                  |  |  |             |              |             |
|  | 8.B                | Kuba               | 1                  |  |  |             |              |             |
|  |                    |                    |                    |  |  | 7.A         | Jižní Afrika | 5           |
|  |                    |                    |                    |  |  | 8.A         | Belgie       | 4           |
|  | 7.B                | Polsko             | 1                  |  |  |             |              |             |
|  | 8.A                | Belgie             | 2                  |  |  | O 15. místo | O 15. místo  | O 15. místo |
|  |                    |                    |                    |  |  | 8.B         | Kuba         | 0           |
|  |                    |                    |                    |  |  | 7.B         | Polsko       | 3           |

### Schéma zápasů o 9. až 12. místo
|  | O 9. až 12. místo | O 9. až 12. místo | O 9. až 12. místo |  |  | O 9. místo  | O 9. místo  | O 9. místo  |
|  |                   |                   |                   |  |  |             |             |             |
|  | 5.A               | Španělsko         | 0                 |  |  |             |             |             |
|  | 6.B               | Indie             | 3                 |  |  |             |             |             |
|  |                   |                   |                   |  |  | 6.B         | Indie       | 1           |
|  |                   |                   |                   |  |  | 6.A         | Nový Zéland | 2           |
|  | 5.B               | Japonsko          | 3 (pen.:4)        |  |  |             |             |             |
|  | 6.A               | Nový Zéland       | 3 (pen.:5)        |  |  | O 11. místo | O 11. místo | O 11. místo |
|  |                   |                   |                   |  |  | 5.A         | Španělsko   | 5           |
|  |                   |                   |                   |  |  | 5.B         | Japonsko    | 1           |

### Schéma zápasů o 5. až 8. místo
|  | O 5. až 8. místo | O 5. až 8. místo | O 5. až 8. místo |  |  | O 5. místo | O 5. místo | O 5. místo |
|  |                  |                  |                  |  |  |            |            |            |
|  | 3.A              | Argentina        | 2                |  |  |            |            |            |
|  | 4.B              | Anglie           | 1                |  |  |            |            |            |
|  |                  |                  |                  |  |  | 3.A        | Argentina  | 3          |
|  |                  |                  |                  |  |  | 4.A        | Pákistán   | 5          |
|  | 3.B              | Malajsie         | 1                |  |  |            |            |            |
|  | 4.A              | Pákistán         | 2                |  |  | O 7. místo | O 7. místo | O 7. místo |
|  |                  |                  |                  |  |  | 4.B        | Anglie     | 3          |
|  |                  |                  |                  |  |  | 3.B        | Malajsie   | 2          |

### Schéma zápasů o medaile
|  | Semifinále | Semifinále  | Semifinále |  |  | Finále      | Finále      | Finále      |
|  |            |             |            |  |  |             |             |             |
|  | 1.A        | Německo     | 3          |  |  |             |             |             |
|  | 2.B        | Jižní Korea | 2          |  |  |             |             |             |
|  |            |             |            |  |  | 1.A         | Německo     | 2           |
|  |            |             |            |  |  | 1.B         | Austrálie   | 1           |
|  | 1.B        | Austrálie   | 4          |  |  |             |             |             |
|  | 2.A        | Nizozemsko  | 1          |  |  | Třetí místo | Třetí místo | Třetí místo |
|  |            |             |            |  |  | 2.B         | Jižní Korea | 1           |
|  |            |             |            |  |  | 2.A         | Nizozemsko  | 2           |

## Konečné pořadí
| Poř. | Tým          |
| ---- | ------------ |
| 1.   | Německo      |
| 2.   | Austrálie    |
| 3.   | Nizozemsko   |
| 4.   | Jižní Korea  |
| 5.   | Pákistán     |
| 6.   | Argentina    |
| 7.   | Anglie       |
| 8.   | Malajsie     |
| 9.   | Nový Zéland  |
| 10.  | Indie        |
| 11.  | Španělsko    |
| 12.  | Japonsko     |
| 13.  | Jižní Afrika |
| 14.  | Belgie       |
| 15.  | Polsko       |
| 16.  | Kuba         |